# Raúl Cabañero Martínez
Raúl Cabañero Martínez (Linares, Jaén, España, 28 de agosto de 1981) es un árbitro asistente de fútbol español de Primera División de España. Pertenece al Comité Técnico de Árbitros de Murcia. 

## Trayectoria
Su pasión por el arbitraje comenzó cuando estando en el instituto tuvo como profesor de Geografía e Historia al también exárbitro internacional murciano Pérez Sánchez. Este les explicaba su asignatura señalando las ciudades de los campos donde había arbitrado tanto en España como en Europa. Dichas explicaciones, tan llamativas para un niño de 14 años, hicieron que decidiera ser árbitro.
En 1998 dirigió encuentros en la Segunda Regional, en 1999 ascendió a Primera Regional y en el año 2000 a Territorial Preferente, donde se mantuvo desde la temporada 2000/01 hasta la 2001/02. En la campaña 2002/2003 ascendió a la categoría de Tercera División como árbitro asistente donde militó dos temporadas. En las dos siguientes lo hizo en Segunda División B, hasta la temporada 2006/07, cuando dio el salto a Segunda División. Finalmente, en la temporada 2007/08 ascendió a Primera División de España.
Su debut en la categoría de oro del fútbol español se produjo concretamente cuando tenía 25 años, en un R.C.D. Español – Real Valladolid disputado en el Estadio Olímpico de Montjuïc.
En la temporada 2011/12 ganó el Trofeo Vicente Acebedo, siendo elegido como el mejor asistente de Primera División.
Fue también, el árbitro asistente que dirigió el 20 de abril de 2011 junto con Alberto Undiano Mallenco, la final de la Copa del Rey entre el Fútbol Club Barcelona y el Real Madrid Club de Fútbol (0-1).
Asimismo, estuvo entre los cuatro asistentes preseleccionados para acudir al Mundial de Brasil 2014.

## Temporadas
| Categoría          | País   | Año       |
| ------------------ | ------ | --------- |
| Tercera División   | España | 2002-2004 |
| Segunda División B | España | 2004-2006 |
| Segunda División   | España | 2006-2007 |
| Primera División   | España | 2007-     |

## Premios
- Trofeo Vicente Acebedo: 2012